# Раковски (община)
Вижте пояснителната страница за други значения на Раковски.
Община Раковски се намира в Южна България и е една от съставните общини на Област Пловдив.

## География
Общината в сегашния си вид е създадена на 26 януари 1979 г. и обхваща
- гр. Раковски – център на Общината (формиран от кварталите Парчевич, Секирово и Генерал Николаево)

и селата
1. Белозем,
2. Стряма,
3. Чалъкови,
4. Шишманци,
5. Болярино и
6. Момино село

### Географско положение, граници, големина
Община Раковски е разположена в централната част на Южна България, в източната част на Област Пловдив и в източната част на Пазарджишко-Пловдивското поле на Горнотракийската низина. Територията ѝ е североизточно от град Пловдив и е един от облагодетелстваните от природата региони в страната. С площта си от 263,963 km2 заема 11-о място сред 18-те общините на областта, което съставлява 4,4% от територията на областта и 0,24% от територията на страната.
Границите ѝ са следните:
- на юг – община Садово
- на запад и югозапад – община Марица
- на запад и северозапад – община Калояново
- на север и североизток – община Брезово
- на изток – община Братя Даскалови, Област Стара Загора

Територията на Общината е гъсто заселена и това категоризира общината в групата на средно големите общини в България.

### Природни ресурси

#### Релеф
Територията на Общината има равнинен релеф и се характеризира с еднообразна алувиална почва, покрита в по-голямата си част от фини глинести пясъци. В природогеографско отношение Община Раковски принадлежи към Тракийско-Тунджанската подобласт на Тракийско-Странджанската област. Разположена е северно от река Марица, като в най-южната си част граничи с нея и заема част от речната тераса. Река Стряма, пресича общината в западната ѝ част.
Характерен за района е равнинният и слабо хълмист релеф със средна надморска височина около 180 метра. Община Раковски е една от най-равнинните общини в България, като денивелацията ѝ е 82 m. Надморската височина варира от около 140 м за с. Белозем, около 161 м за с. Стряма, около 169 м за кв. Парчевич, около 171 м за кв. Секирово, около 184 м за кв. Ген. Николаево, до 207 м за с. Болярино. Общият наклон на терена е в югоизточна посока. Максималната ѝ височина се намира в най-северната ѝ точка, на границата с община Брезово – 214,2 m, северно от град Раковски, а минималната – 132 m, разположена в коритото на река Марица, югоизточно от село Белозем.
Хълмисто-ридов релеф има в землищата на с. Шишманци (кариера за добив на варовик и производство на вар) и в с. Болярино. В землищата на общината (с изключение на с. Болярино и кв. Парчевич) има единично или групово разположени невисоки, с форма на широк пресечен конус или купол земни образувания (могили).

#### Земетресения
- На 18 април 1928 г. в 21 часа и 20 минути вечерта е регистриран силен трус с магнитуд 7,0 по Рихтер и епицентър близо до село Чалъкови. Хипоцентърът се намира на дълбочина около 15 км. Северозападният край на селото пропада с 3 метра и се образува яма. Една трета от сградите в района (къщите, църквите и училищата) са съборени. Абсолютно всички (малко по-малко от 1200) сгради в село Белозем са били разрушени или засегнати. Нито една къща в село Парчевич не е запазена. Процентно селото дава най-много жертви от всички населени места в района. Трусът е известен като Поповишко земетресение.
- На 1 май 2020 г. в 14 часа и 1 мунита на обяд (11:01:38 UTC) в района на Индустриална зона Раковски, на територията на село Стряма (42.25°N 24.88°E) на дълбочина 17 км е регистрирано лекоземетресение със сила 4,5 по Рихтер. То е последвано от 48 микроземетресения в района с магнитуд между 1 и 2,4. Няма жертви и пострадали.

#### Климат
Територията на Община Раковски попада в преходно-континенталната климатична област, разположена южно от Стара планина. Тя се отличава със значително по-мека зима и сухо лято. Стара планина е бариера, преграждаща преминаването на студените континентални въздушни маси на юг.
Снежната покривка през зимата се задържа средно 30 дни. Територията на общината понякога е обект на поройни дъждове, гръмотевични бури и градушки през пролетата и лятото. Посоката на ветровете е предимно югозапад-югоизток.

#### Води
По южната граница на общината с община Садово протича около 12 km от средното течение на река Марица, като в нейните предели попада левия бряг на реката. От север на юг, а след град Раковски, на югоизток през селата Шишманци и Белозем протича средното и долно течение на река Сребра (21 km, ляв приток на Марица). Коритото на реката по цялото си протежение в общината е коригирано и водите ѝ чрез множество напоителни канали се използват за поливане на обширните земеделски земи в региона. На територията на общината има изградени няколко микроязовира (най-голям язовир „Болярино“), водите на които също са включени в напоителни системи. На територията на общината има карстови извори.

### Защитени територии
В границите ѝ попада защитена зона „Гора Шишманци“ (обхващаща земя на териториите на Болярино, Генерал Николаево, Секирово и Шишманци) и малки части от други три защитени зони:
- „Трилистник“, в землището на село Стряма,
- „Река Стряма“, в землището също на село Стряма, и
- „Река Марица“, в землището на селата Белозем, Чалъкови.[1]

## История
През античната епоха на територията на общината живее тракийското племе одриси. Изградената от тях държава съществува 150 години (между началото на V до средата на IV в. пр. Хр.). Tериториите в региона на общината остават под контрола на Одриското царство, което по-късно е включено в Римската империя. Може да се предположи, че одрисите се запазват като основно население на района на общината до средата на III в. сл. Хр. По времето на Римската империя пътната станция Парамболе на древноримския път Виа Милитарис е била на територията на общината.. Локализирана е при село Белозем през през 40-те години на XX век. През територията на северната част на общината е минавал и друг римски (диагонален) път с второстепенно значение. Той е свързвал станция Ранилум (около дн. с.Оризово) на пътя Милитарис и Диоклецианопол (дн. гр.Хисаря) на пътя Мата. Пътят е описан от чешките изследователи Владислав Шкорпил и Карел Шкорпил.
През ранно-византийската епоха територията на град Раковски спада към градската територия на Филипопол. През 680 – 681 г. Византия установява границата си с новата Българска държава по билото на Стара планина и Средна гора. Така районът на общината се превръща в гранична зона. През 756 г. византийският император Константин V Копроним заселил в района значителен брой павликяни, преселени от Мала Азия.
През 836 г. земите са присъединени към Българска държава от българския владетел Маламир и остават в границите ѝ до 970 г., когато след нашествието на киевския княз Светослав I и изтласкването му, земите са отново в пределите на Византия. За възстановяването на района след кланета на Светослав I, по Пловдивските земи отново са заселени павликяни и манихейци от Армения и Сирия.
През Средновековието пътят Виа Милитарис е използван от кръстоносните войски. През 1115 г. император Алексий I Комнин изградил на територия на общината градчето Неокастрон (Нова крепост). От 1204 до 1248 г. земите на общината са включени в Пловдивско херцогство. През следващите 120 години земите на общината осем пъти преминава по мирен или военен път от български под византийски контрол и обратно.
През 1364 г. земите на общината наред с останалите земи в Пловдивско стават част от Османската империя. Голяма част от павликяните от района се преселват по това време през Стара планина в Дунавската равнина. Те се заселват основно в Никополско и Свищовско, но и на други места по поречието на река Осъм (около трасето на стария римски път Мата), за да се върнат отново по Пловдивските земи след два века. Заварените български села били преименувани с турски имена.
По течението на Гюлдере изникват нови турски села - Теке (Бабешки ханчета), Абрашларе и Чоку батълъ. По течението на река Карадере - Бекерлий, по течение на Калъчлийска река - Саръдемерджии, Комарларе, Киречлии, Ютатларе, Калъчлий и др. По река Корудере - Кадършиклии, Салалии, Белнере, Севишлии, Али Факъ, Сатъ Оглар, Чакъре и Чепчелии. Тези населени места са организирани в спахилък. Село Сатъ Оглар е било резиденцията на спахията. С времето до 1839 г. когато е направена административна реформа на Османската империя (Танзимат), сатъоларският бей е спахия на цялата местност между река Стряма и Брезовска река. В началото на XIX век село Сатъ Оглар (на турски: Satı-oğulları; на английски: Sathogla; на френски: Satoghla) имало 60 богати турски къщи. Много от павликяните, които се връщат от Северна България, стават ратаи в богатите турски села. Поради честите наводнения от реките, по-късно възникват и села на сухи места.
През 1596 г. католическият мисионер Петър Солинат възстановява Софийската католическа епископия в Северозападна България, по точно в Чипровци и околните му села. В рамките на мисионерската дейност, павликяните в района на общината през 1625 – 1645 г. започват да приемат католицизма. През 1623 г. отец Антон Батор, капелан за Дубровнишки търговци в Пловдив, обходжа околните села и покръства живеещите в тях павликяни.
През XVII и XVIII век село Сатъ Оглар е известно място за пренощуване по един от сухоземните пътища от Западна Европа за Цариград, известен като „Кичук Стамболовски път“. До 1885 г. по него са минавали стадата от добитък набирани от западната част на Северна Тракия и Средногорието за пазарите в Чирпан, Узунджово, Одрин и Цариград. Селото е обозначено на много от картите, издадени през XVIII век. До Освобождението земите по поречието на река Стряма между Пловдив и Карлово са наричани Павликянска кааза (на картите означавана с Paulianiftae).
Около средата на 1830-те г. държавен бирник е бил убит в село Белнере. След това селото е наказано от власт с присъда да бъде изгорено, а хората да бъдат избити.
След 1878 г. землищата на общината са в пределите на Източна Румелия и са част Сърненогорска (Брезовска) и Пловдивската околии на Пловдивски окръг. Населението на турските села Бекерлии и Ютакларе се изселва през 1885 г. и 1893 г. и земята им е присъединена към Калъчлии (днес кв. Генерал Николаево на гр. Раковски). Преди и след Освобождението групи от семейства от селата Калъчлии и Балтаджии се заселват в селата Герен (1845 г.), Салалии (1884 г.) и Алифаково (1904 г.).
През 1901 г. северната част на общината става част от Карловски околия, а южната е в Пловдивска селска околия. От 1949 г. землищата на общината са в Пловдивска околия, а от 1955 г. във Втора Пловдивска околия. През 1966 г. селата Секирово, Парчевич и Генерал Николаево формират град Раковски и се създава община Раковски.
С Указ № 2995 от 26 ноември 1978 г. от 1 януари 1979 г. се засилва ролята на общините в местните проблеми. В Пловдивски окръг по това време те са 9 със седалища: Асеновград, Първомай, Пловдив, Калояново, Съединение, Брезово, Карлово, Хисар и Раковски. С това формално на 26 януари 1979 г. се формира общината в сегашните си граници (от създадената през декември 1977 г. селищна система).
На 19 ноември 2023 г. по време на откриването на IX Международен фолклорен фестивал „Слав Бойкин“ почетният консул на България в в град Тимишоара, Румъния и депутат в Румънския парламент Георги Наков връчва на Община Раковски почетния знак на организацията на банатските българи в Румъния.

## Население
Броят на жителите в общината към 15 март 2015 г. е 26 381 души.

### Образование
Данните от НСИ по степен на завършено образование за населението на 7 и повече години на община Раковски в сравнение на същите показатели за град Раковски, област Пловдив и на национално ниво (в проценти).
| Показател             | За общината | За града | За областта | За страната |
| висше образование     | 6%          | 7%       | 19%         | 20%         |
| средно образование    | 39%         | 42%      | 44%         | 43%         |
| основно образование   | 34%         | 31%      | 23%         | 23%         |
| начално образование   | 13%         | 12%      | 8%          | 8%          |
| незавършено начално   | 6%          | 5%       | 5%          | 5%          |
| не посещавали училище | 2%          | 2%       | 1%          | 1%          |

### Етнически състав (2011)
Численост и дял на етническите групи според преброяването на населението през 2011 г.:
|                     | Численост | Дял (в %) |
| Общо                | 26 381    | 100,00    |
| Българи             | 21 899    | 83,01     |
| Турци               | 97        | 0,37      |
| Цигани              | 1677      | 6,36      |
| Други               | 40        | 0,15      |
| Не се самоопределят | 53        | 0,20      |
| Неотговорили        | 2615      | 9,91      |

### Населени места
Общината има 7 населени места с площ на землищата и брой на населението към 7 септември 2021 г. както следва:
| Населено място | Население (2021 г.) | Площ на землището km2 | Забележка (старо име)           | Населено място | Население (2021 г.) | Площ на землището km2 | Забележка (старо име)           |
| -------------- | ------------------- | --------------------- | ------------------------------- | -------------- | ------------------- | --------------------- | ------------------------------- |
| Белозем        | 3867                | 41,828                | Гирен                           | Стряма         | 2962                | 43,120                | Ине бекчии                      |
| Болярино       | 311                 | 26,531                | Бей кьой                        | Чалъкови       | 1975                | 15,467                | Доганджа                        |
| Момино село    | 799                 | 19,328                | Муратлии                        | Шишманци       | 1055                | 19,690                | Автоево                         |
| Раковски       | 14 924              | 97,999                | Калъчлии, Балтаджии и Алифаково | ОБЩО           | 25 893              | 263,963               | няма населени места без землища |

## Административно-териториални промени
- около 1835 г. – турското село Белнере е изгорено по заповед на централната Османска власт, а населението избито, поради това че в селото е убит държавен бирник; земята по-късно се присъединява към Балтаджии (село Белнере е било едно от най-големите села в Сатъоларския спахилък и се е намирало около пресечната точка на правата линия, свръзваща кв. Секирово на гр. Раковски със село Борец и линията, свръзваща село Момино и село Отец Кирилово).
- през 1885 г. – заличено е с. Сатъ Оглар (на турски: Satı-oğulları) поради изселване без административен акт; земята се раделя между Балтаджии и Чакъре;
- през 1886 г. – заличено е с. Севишлие (Севишлии) (на турски: Sevişli, Sevişlie) поради изселване без административен акт; земята се присъединява към Муратлии;
- през 1886 г. – заличено е с. Бекирлии (на турски: Bekerli, Bekerlii) поради изселване без административен акт; земята се присъединява към Калъчлии;
- през 1893 г. – заличено е с. Ютакларе (на турски: Yutaklar) поради изселване без административен акт; земята се присъединява към Калъчлии;
- Указ № 168/обн. 31.03.1893 г. – преименува с. Ине бекчии (на турски: İne-bekçi) на с. Стряма;
- през 1914 г. – преименувано е с. Герен (на турски: Giren) на с. Белозем без административен акт;
- МЗ № 2820/обн. 14.08.1934 г. – преименува с. Алифаково (на турски: Ali Fakıh, Ali-Fakı) на с. Антраниково;

– преименува с. Бей кьой (на турски: Bey-köy) на с. Болярино;
– преименува с. Калъчлии (на турски: Kılıçlı, Sarıkılıçlu) на с. Генерал Николаево;
– преименува с. Муратлии (на турски: Muratlı) на с. Момино село;
– преименува с. Балтаджии (на турски: Baltacılar, Baltacı-lar) на с. Секирци;
– преименува с. Доганджа (Дуванджа) (на турски: Doğanca) на с. Чалъкови;
– преименува с. Автоево (на турски: Şışmanlar, Avtoevo) на с. Шишманци;
- МЗ № 3774/обн. 07.12.1934 г. – преименува с. Секирци на с. Секирово;
- МЗ № 168/обн. 22 януари 1943 г. – преименува с. Антраниково на с. Парчевич;
- МЗ № 2700/обн. 26.06.1943 г. – преименува с. Секирово на с. Архангелово;
- МЗ № 2736/обн. 27.04.1945 г. – възстановява старото име на с. Архангелово на с. Секирово;
- Указ № 297/обн. 15.10.1954 г. – заличава с. Секирово и го присъединява като квартал на с. Генерал Николаево;
- Указ № 516/обн. 22.12.1961 г. – отделя кв. Секирово от с. Генерал Николаево и го възстановява като отделно населено място – с. Секирово;
- Указ № 546/обн. 15.09.1964 г. – признава с. Генерал Николаево за селище от градски тип (с.гр.т.) Генерал Николаево;
- Указ № 100/обн. 08.02.1966 г. – обединява с.гр.т. Генерал Николаево и селата Парчевич и Секирово в едно ново населено място – гр. Раковски.

## Икономика
Броят на предприятията в община Раковски през 2011 г. е 722. Преобладаващи са микропредприятията, които в периода от 2002 г. до 2011 г. са се увеличили от 410 до 648. За същия период средната годишна работна заплата в общината се е увеличила от 2030 лв. на 6932 лв.

### Промишленост
Промишленост в община е основно представена в производството на:
- хранителни продукти
- облекло и кожи
- изделия от пластмаса
- изделия от дървен материал
- рафинирани нефтопродукти
- вар, асфалтобетонови, бетонови смеси и строителни елементи
- ароматизатори на въздуха
- течни горива
- части за автомобилостроенето
- електро-компоненти за ниско и средно напрежение

Крупни промишлени звена в общината са:
- Терминал за нефт и нефтопродукти, разположен в землището на село Белозем
- Индустриална зона „Раковски“, разположена в землището на село Стряма
- Завод за битови отпадъци, разположен в землището на село Шишманци

### Селско стопанство
Селското стопанство в общината е традиционен отрасъл. Към 2011 г. около 116 стопанските единици са заети със селско, горско и рибно стопанство.
Земите в общината се използват за отглеждане на зърнени култури, оризища, овощни градини, трайни насаждения, пасища и ливади.

### Горско стопанство
Около 4 500 дка от землището на общината се използват за развитие на горското стопанство като най-голям дял има горският фонд в землището на село Стряма.
Горите в общината са с различен видов състав като преобладават смесените гори от летен дъб, бряст, акация, цер. По поречието на реките и около водните площи има топола, акация и върба.
На територията на общината е разположено Държавното ловно стопанство „Чекерица“. В него се отглежда волиерно колхидски фазан и яребица. Дивечът е предназначен предимно за разселване в природата. В стопанството се намира резиденция с 1 апартамент и 3 стаи с по две легла, със самостоятелни санитарни възли, салон-трапезария с камина и кухня.

### Транспорт
През територията на общината преминават частично 3 пътя от Републиканската пътна мрежа на България с обща дължина 36,8 km:
- участък от 8,5 km от автомагистрала Тракия (от km 147,1 до km 155,6);
- участък от 15,3 km от Републикански път II-56 (от km 69,5 до km 84,8);
- участък от 13 km от Републикански път III-565 (от km 15,2 до km 28,2).

Пътната мрежа в общината включва други пътища с дължина 71.5 км, които са
- 17 км второкласна пътна мрежа,
- 10,5 км третокласни пътища, и
- 44 км четвъртокласни пътища.

ЖП инфраструктурата е представена от линията Пловдив-Бургас с единствена гара в село Белозем.
Населените места в общината се обслужват от автобусни линии от автогара „Север“ в град Пловдив. На 1 август 1979 г. започва да се обслужва първата общинска автобусна линия от град Раковски до село Шишманци. По-късно тя е удължена до село Чалъкови. През 1990-те години, линията е закрита.
На територията на общината се намират
- Летище „Стряма“ (LB30 – Stryama Airport 42°17'7"N / 24°52'6"E) северно от село Стряма с писта дълга 515 м и широка 25 м.[9]

- Летателна площадка „Еър Белозем“ (Air Belozem – 42°13'1"N / 25°3'53"E) с две писти с тревно покритие от северната страна на магистрала „Тракия“ до село Белозем.[10]
- Летателна писта (42°17'34.5"N / 24°56'50.9"E) с дължина 400 м и широчина 20 м. в покрайнините на кв. „Генерал Николаево“.

## Здравеопазване
Здравните заведения в община Раковски са
- за болнична помощ – „МБАЛ-Раковски“ ЕООД
- за доболнична помощ – Медицински център „Света Елисавета“ в гр. Раковски с филиал в с. Белозем
- звено за спешна помощ

- МБАЛ-Раковски
- Медицински център „Света Елисавета“ в гр. Раковски
- Медицински център „Света Елисавета“ – филиал в с. Белозем

## Образование
Структурата на образованието в общината се състои от 2 професионални гимназии, 5 основни училища с един филиал и 6 детски градини с един филиал. По-голямата част от тях са концентрирани в общинския център. През учебната 2008/2009 г. е закрито НУ „Отец Паисий“ в село Момино село. През учебната 2017/2018 г. ОУ „Христо Ботев“ в село Шишманци се слива с ОУ „Гео Милев“ в село Белозем. В село Белозем функционира държавно училище – Професионална гимназия по селско стопанство, а в град Раковски има Професионална гимназия, която е общинско учебно заведение.
| Учебно заведение                            | Населено място                      | Снимка |
| Професионална гимназия „Петър Парчевич“     | гр. Раковски, кв. Нов център        |        |
| Професионална гимназия по селско стопанство | с. Белозем                          |        |
| ОУ „Христо Смирненски“                      | гр. Раковски, кв. Генерал Николаево |        |
| ОУ „Христо Ботев“                           | гр. Раковски, кв. Секирово          |        |
| ОУ „Отец Паисий“                            | с. Стряма                           |        |
| ОУ „д-р Петър Берон“                        | с. Чалъкови                         |        |
| ОУ „Гео Милев“                              | с. Белозем                          |        |
| ОУ „Гео Милев“ – филиал                     | с. Шишманци                         |        |

По отношение на териториалното разпространение на детските градини също се забелязва концентрация в общинския център. В селата Чалъкови, Болярино и Момино село няма детски градини.
| Детска градина         | Населено място                      |
| ОДЗ „Детелина“         | гр. Раковски, кв. Генерал Николаево |
| ОДЗ „Иглика“           | гр. Раковски, кв. Генерал Николаево |
| ОДЗ „Щастливо детство“ | гр. Раковски, кв. Секирово          |
| ОДЗ „Първи юни“        | гр. Раковски, кв. Секирово          |
| ЦДГ „Радост“           | с. Стряма                           |
| ЦДГ „Дъга“             | с. Чалъкови                         |
| ЦДГ „Синчец“           | с. Белозем                          |
| филиал на ЦДГ „Синчец“ | с. Шишманци                         |

## Култура и спорт

### Фестивали
Традиционните значими фестивали и спортни събития в общината са:
| Фестивал                   | Място                                        | Време                                          |
| Mайски културни дни        | Населените места на общината                 | месец май                                      |
| Общински спортен празник   | Населените места на общината                 | месец май                                      |
| „Кукове"                   | гр. Раковски площада в кв. Секирово          | Петък и събота преди „Великденските заговезни“ |
| „Фестивал на белия щъркел“ | с. Белозем                                   | месец май                                      |
| Винария                    | гр. Раковски площада в кв. Генерал Николаево | всяка година на Трифон Зарезан                 |

### Читалища
В община Раковски има девет читалища.
| Име                          | Населено място                   | Снимка |
| „Свети Кирил и Методий-1908“ | гр. Раковски, кв. Ген. Николаево |        |
| „Петър Богдан Бакшев-1909“   | гр. Раковски, кв. Секирово       |        |
| „Честолюбие-2010“            | гр. Раковски, кв. Нов център     |        |
| „Христо Ботев-1930“          | с. Стряма                        |        |
| „Просвета-1909“              | с. Белозем                       |        |
| „Свети Кирил и Методий-1929“ | с. Шишманци                      |        |
| „Петко Мандажиев-1928“       | с. Момино село                   |        |
| „Христо Ботев-1931“          | с. Чалъкови                      |        |
| „Христо Ботев-1999“          | с. Болярино                      |        |

Най-висока е посещаемостта в читалище „Св. св. Кирил и Методий-1908“, което е и с най-голям капацитет – 500 места. Най-малко като площ е читалището в с. Чалъкови – 72 м2. В общината няма кина.

### Паметници
Паметници и паметни плочи в памет на загиналите във войните са построени на следните места в общината:
| Паметник                                                                    | Населено място                       | Местонахождение                             | Снимка |
| Паметник на загиналите за независимостта и обединението на България         | гр. Раковски кв. „Нов център“        | до пощата                                   |        |
| Паметник на загиналите в Балканската война (1912 – 1913)                    | гр. Раковски кв. „Генерал Николаево“ | гробищен парк                               |        |
| Паметник на загиналите в Европейската война (1915 – 1918)                   | гр. Раковски кв. „Генерал Николаево“ | гробищен парк                               |        |
| Паметник на загиналите в Отечествената война (1944 – 1945)                  | гр. Раковски кв. „Генерал Николаево“ | централен площад                            |        |
| Паметник на загиналите в Общо Европейската война (1915 – 1918)              | гр. Раковски кв. „Секирово“          | в двора на църквата „Свети Архангел Михаил“ |        |
| Паметник на загиналите в Балканската война (1912 – 1913)                    | гр. Раковски кв. „Секирово“          | в двора на църквата „Свети Архангел Михаил“ |        |
| Паметник на загиналите през Балканската, Европейската и Отечествената война | с. Белозем                           | срещу кметството                            |        |
| Паметник на загиналите във войните                                          | с. Болярино                          | в парка до кметството                       |        |
| Паметник на загиналите през Втората световна война                          | с. Момино село                       | площада                                     |        |
| Паметник на загиналите през Втората световна война                          | с. Чалъкови                          | площада                                     |        |
| Паметни плочи на загиналите в Първата и Втората световна война              | с. Шишманци                          | на кметството                               |        |
| Паметник на загиналите и участниците във войните                            | с. Шишманци                          | в центъра на селото                         |        |
| Паметни плочи на загиналите във войните за национално обединение            | с. Стряма                            | на входа на църквата                        |        |

Други паметници, паметни плочи и статуи на територията на общината.
| Паметник                                                               | Населено място                       | Местонахождение                       | Снимка |
| Паметник на Георги Раковски                                            | гр. Раковски кв. „Нов център“        | до пощата                             |        |
| Барелеф на Георги Раковски                                             | гр. Раковски кв. „Генерал Николаево“ | пред сградата на общината             |        |
| Паметник на епископ Петър Парчевич                                     | гр. Раковски кв. „Нов център“        | в двора на едноименното училище       |        |
| Паметна плоча на отец Михаил Добромиров                                | гр. Раковски кв. „Генерал Николаево“ | на едноименния булевард до автогарата |        |
| Паметна плоча на отец Яко Яковски                                      | гр. Раковски кв. „Секирово“          | в двора на училището                  |        |
| Барелеф на духовниците Евгений Босилков, Иван Романов и Флавиан Манкин | гр. Раковски кв. „Генерал Николаево“ | централен площад                      |        |
| Паметник на загинали партизани и ятаци от с. Стряма                    | с. Стряма                            | парка до центъра                      |        |
| Паметник на жертвите на комунизма от с. Стряма                         | с. Стряма                            | пред кметството                       |        |
| Кръст-паметник на отец Флавиян Манкин, Гено Буров и Рафаел Пеев        | до река Стряма                       |                                       |        |
| Плоча за загиналите при земетресението през април 1928 г.              | с. Белозем                           | срещу кметството                      |        |
| Паметник на цигуларя Иван Михов                                        | с. Белозем                           | пред читалището                       |        |
| Бюст-паметник на кавалджията Никола Ганчев                             | с. Шишманци                          | в центъра на селото                   |        |
| Мемориална плоча на щангиста Минчо Пашов                               | с. Шишманци                          | в центъра на селото                   |        |
| Статуя на олимпийския шампион Петър Лесов                              | гр. Раковски, кв. „Секирово“         | на площад „Европа“.                   |        |

### Храмове
Основните религии изповядвани от жителите на общината са католицизъм и православие. В общината има неголеми групи от мюсюлмани и протестанти.
Разположението на храмовете в населените места на общината е следното:
| Храм                               | Населено място | Религия     | Снимка |
| „Пресвето Сърце Исусово“           | гр. Раковски   | католическа |        |
| „Св. Архангел Михаил“              | гр. Раковски   | католическа |        |
| „Непорочно зачатие на Дева Мария“  | гр. Раковски   | католическа |        |
| „Св. Франциск от Асизи“            | с. Белозем     | католическа |        |
| „Св. Вмчк. Георги“                 | с. Белозем     | православна |        |
| „Св. Йоан Богослов“                | с. Болярино    | православна |        |
| „Св. Вмчк. Георги Победоносец“     | с. Момино село | православна |        |
| „Успение на Пресвета Богородица“   | с. Шишманци    | православна |        |
| „Св. Георги“                       | с. Чалъкови    | православна |        |
| „Св. София, Вяра, Надежда и Любов“ | с. Стряма      | православна |        |

Разположението на параклисите в населените места на общината е следното:
| Параклис                         | Населено място | Религия     | Снимка |
| „Христос Възкръсналия“           | гр. Раковски   | католически |        |
| „Свети Йосиф“                    | гр. Раковски   | католически |        |
| „Дева Мария – Здраве на болните“ | гр. Раковски   | католически |        |
| „Рождество Богородично“          | с. Белозем     | православен |        |

На територията на общината действат и три католически манастира.
- женски манастир „Сестрите Бенедиктинки“
- женски манастир „Сестрите Францисканки“
- мъжки манастир „Братята Конвентуалци“

- Манастир на сестрите Бенедиктинки
- Манастир на сестрите Францисканки
- Манастир на братята Конвентуалци

### Книги
Творби на исторически теми, свързани с населени места и хора от общината:
- Гюлов К., „Религиозно-исторически бележки за село Белозем“ – в-к Истина, 23. V. 1928, 4.
- Любенова Н., „Стряма, вторият Батак – 1944“, Издателство Маркос, София, 2010 г.
- Кулин Р., „Бойният път на Четвърта полска дружина „Любен“ с командир Запрян Георгиев Фазлов (Леваневски) във въоръжената борба против фашизма през периода от 22 юни 1941 до 9 септември 1944 година“, ЕсЕм, София, 2011 г.
- Чапански, Н., „Живото наследство на община Раковски“, 2014 г.
- Тимонов, Д., „Село Стряма - Перлата на Горна Тракия“, 2017 г.
- Марков М., Пенкова Е., „Белоземски хроники“, 2020 г.

### Спортни обекти
В Община Раковски спортните обекти са представени от пет стадиона и три спортни комплекса.
| Наименование                  | Населено място                   |
| Стадион „Петър Парчевич“      | гр. Раковски, кв. Секирово       |
| Стадион „Г.С.Раковски“        | гр. Раковски, кв. Ген. Николаево |
| Спортна зала „Арена Раковски“ | гр. Раковски, кв. Нов център     |
| Спортен комплекс              | гр. Раковски, кв. Нов център     |
| Стадион „Чавдар“              | с. Белозем                       |
| Спортен комплекс – стадион    | с. Чалъкови                      |
| Спортен комплекс              | с. Стряма                        |
| Стадион                       | с. Момино село                   |
| Стадион                       | с. Шишманци                      |

Други спортни терени са предимно на открито в дворовете на училищата и църквите.

## Топографска карта
- Лист от карта K-35-50. Мащаб: 1 : 100 000.
- Лист от карта K-35-51. Мащаб: 1 : 100 000.
- Лист от карта K-35-62. Мащаб: 1 : 100 000.
- Лист от карта K-35-63. Мащаб: 1 : 100 000.

## Побратимени общини
- Район Тараклия (2022)
- Лухан (2022)
- Киселяк (2022)